# 박재용 (야구인)
박재용(朴載容, 1969년 6월 16일 ~ )은 전 KBO 리그 SK 와이번스의 외야수이다.

## 선수 시절

### 해태 타이거즈시절
1994년에 입단하였다. 1996년과 1997년에 2년 연속 한국시리즈 우승에 기여했으나 그 이후 부진에 빠졌다.

### 쌍방울 레이더스시절
1998년 이후 장성호의 성장뿐 아니라 1998년 시즌 뒤 이적한 양준혁과 다음 해 입단했던 좌타 용병 트레이시 샌더스 때문에 설 자리를 잃어 1999년 4월 16일 2-2 트레이드를 통해 이적했다.

### SK 와이번스시절
2000년에 입단하였다. 그 해 봄 선수협의회 명단에 이름을 올린 탓인지 미운 털이 박혀 그 해 6경기밖에 출전하지 못했고 같은 해 11월 말 자유계약선수로 풀려 은퇴했다.

## 야구선수 은퇴 후
경찰 야구단, KIA 타이거즈, 롯데 자이언츠 등에서 타격코치로 활동했다.

## 출신 학교
- 서울용마초등학교
- 신일중학교
- 신일고등학교
- 단국대학교

## 통산 기록
| 연도 | 팀명   | 타율  | 경기 | 타수 | 득점 | 안타 | 2루타 | 3루타 | 홈런 | 루타 | 타점 | 도루 | 도실 | 볼넷 | 사구 | 삼진 | 병살 | 실책 | 비고                |
| ---- | ------ | ----- | ---- | ---- | ---- | ---- | ----- | ----- | ---- | ---- | ---- | ---- | ---- | ---- | ---- | ---- | ---- | ---- | ------------------- |
| 1994 | 해태   | 0.259 | 72   | 216  | 23   | 56   | 10    | 1     | 0    | 68   | 27   | 0    | 2    | 7    | 0    | 39   | 4    | 4    |                     |
| 1995 | 해태   | 0.284 | 83   | 211  | 18   | 60   | 11    | 3     | 3    | 86   | 29   | 1    | 0    | 30   | 3    | 40   | 4    | 2    |                     |
| 1996 | 해태   | 0.246 | 115  | 325  | 35   | 80   | 12    | 3     | 4    | 110  | 37   | 2    | 0    | 26   | 8    | 61   | 3    | 1    | 지명타자 골든글러브 |
| 1997 | 해태   | 0.245 | 94   | 294  | 40   | 72   | 15    | 0     | 7    | 108  | 33   | 1    | 1    | 25   | 7    | 55   | 6    | 4    | 지명타자 골든글러브 |
| 1998 | 해태   | 0.220 | 81   | 209  | 19   | 46   | 10    | 0     | 6    | 74   | 31   | 0    | 0    | 15   | 4    | 20   | 7    | 2    |                     |
| 1999 | 쌍방울 | 0.233 | 95   | 296  | 31   | 69   | 16    | 1     | 3    | 96   | 36   | 8    | 2    | 26   | 2    | 57   | 8    | 5    |                     |
| 2000 | SK     | 0.182 | 6    | 11   | 1    | 2    | 0     | 0     | 0    | 2    | 2    | 0    | 0    | 1    | 1    | 4    | 0    | 0    |                     |
| 통산 | 6시즌  | 0.246 | 546  | 1562 | 167  | 385  | 74    | 8     | 23   | 544  | 195  | 12   | 5    | 130  | 25   | 276  | 32   | 18   |                     |